# 斎藤潤一郎
斎藤 潤一郎（さいとう じゅんいちろう、1980年 - ）は、日本の漫画家。

## 来歴
1980年、東京に生まれる。3歳から5歳まで米国カリフォルニア州で過ごし帰国。長じてノートに漫画を描き始めるが、漫画家は目指していなかった。
西野空男に見出され、2010年夏、漫画雑誌架空（セミ書房）で漫画家デビュー。
2017年夏、トーチweb（リイド社）でメジャーデビュー。『死都調布』を連載し、2018年夏に初単行本化。個性的な作風が注目される。

## 作品リスト

### 連載
- 死都調布（リイド社『トーチweb』2017年7月17日 - 2018年6月8日、全10話）[1]
- 死都調布 南米紀行（リイド社『トーチweb』2018年12月29日 - ）[13]
- 死都調布 ミステリー・アメリカ（リイド社『トーチweb』2020年4月[14] - ）

### 読切
- 熱病漫画（2010年6月、セミ書房『漫画雑誌架空 6号』）[3] - 漫画家デビュー作。
- 熱病2（2010年8月、セミ書房『漫画雑誌架空 7号』）[15]
- め・た・り・っ・く・て・い・す・と（2012年6月、セミ書房『漫画雑誌架空 13号』）[注 4]
- Deadly Weapons（2017年5月、セミ書房『漫画雑誌架空 15号』）[17]
- ILL SPOT（2018年9月、CCCメディアハウス『Pen+ 完全保存版 ダークヒーローの時代。』）[18]
- 武蔵野（2018年12月、縄文ZINE編集部『縄文ZINE 9号』）[19]

### イラストレーション

#### 表紙
- 『漫画雑誌架空 9号』（2010年12月、セミ書房）[20]
- 『漫画雑誌架空 15号』（2017年5月、セミ書房）[17]

#### CDジャケット
- 『スープは鳥の涙』（2010年、Sea Weed Records）[21]
- 『Puzzle of Slaughter』（2011年、Sea Weed Records）[22]

### 書籍
- 『死都調布』リイド社〈torch comics〉、2018年8月29日発売[23]、ISBN 978-4-8458-5199-7 - 「死都調布」全話、「イン・ザ・クソスープ」「Deadly Weapons」収録のペーパーバック。装幀：鈴木哲生、協力：川勝徳重
- 『死都調布 南米紀行』リイド社〈torch comics〉、2020年4月10日発売[14][24]、ISBN 978-4-8458-6047-0
- 『死都調布 ミステリーアメリカ』リイド社〈torch comics〉、2021年10月11日発売[25]、ISBN 978-4-8458-6106-4

### その他
- お金と幸せ特集（『Maybe!』vol.9[26]、2020年6月）

## イベント
- JUNICHIRO SAITO 死都調布 CHAPTER.10.1（2018年7月） - 『死都調布』単行本化を記念し、銀座蔦屋書店にて約1ヶ月間催された作品展示・販売イベント[27][注 5]。
- ドキュメンタリー映像公開（2022年2月、YouTube[28]） - 漫画家の赤瀬由里子とともに作画風景や思いを語る映像を公開[28]